# Scheune Bollewick

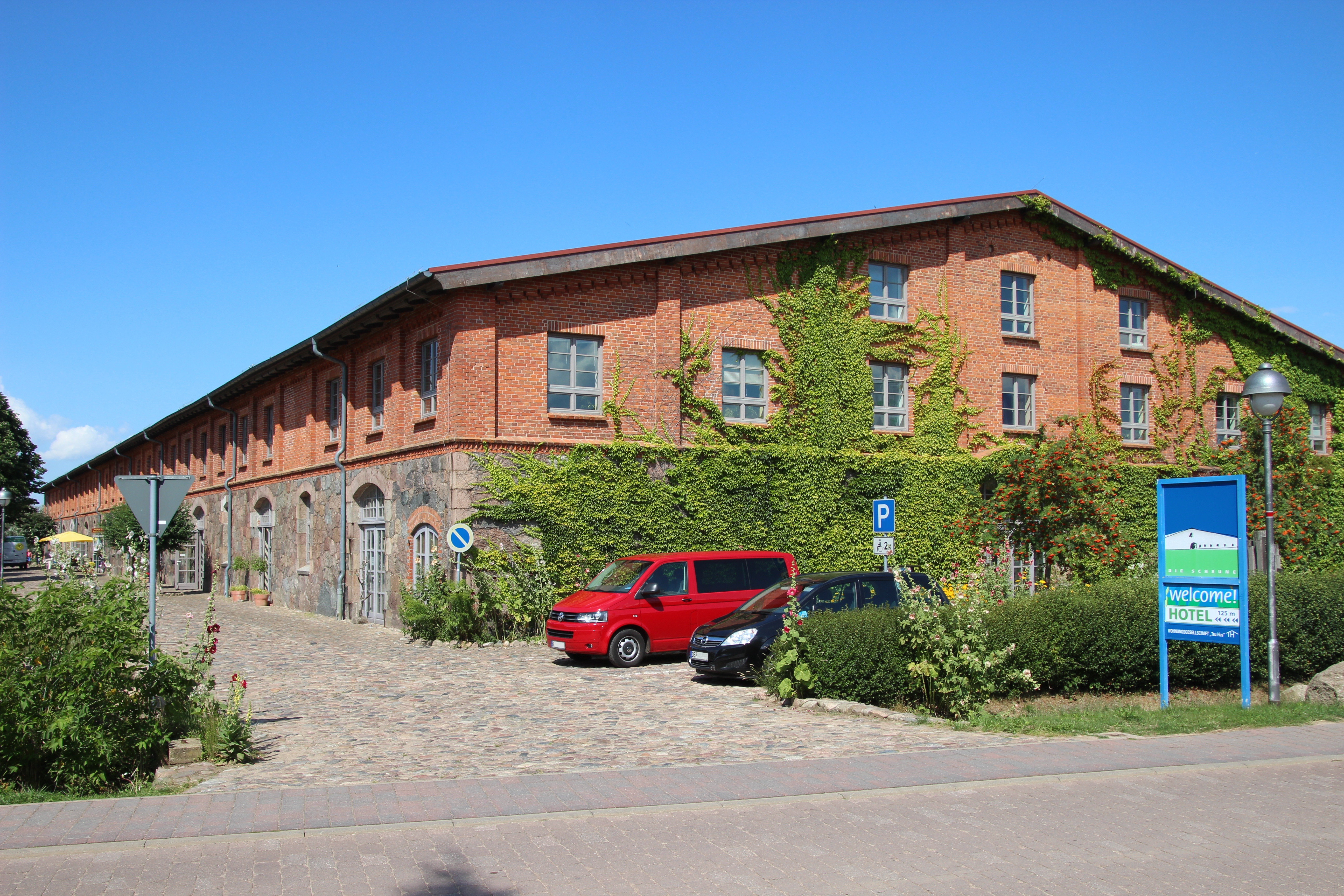
Scheune in Bollewick (2015)

Die Scheune in Bollewick bei Röbel/Müritz im Landkreis Mecklenburgische Seenplatte  ist die größte Feldsteinscheune Deutschlands.

## Geschichte
Die Scheune wurde 1881 von Baron Adolph Theodor Wilhelm von Langermann zu Erlenkamp und Spitzkuhn (1805–1889) erbaut. 1930 kam die Scheune in den Besitz mehrerer Bauern. Sie diente sowohl als Stall, Speicher und Scheune, als auch als Werkstatt für Handwerker. Ein Teil des Gebäudes wurde auch zu Wohnzwecken genutzt. In der DDR-Zeit (ab etwa 1952) diente die Scheune als Milchviehanlage mit einem Stall für 650 Rinder.
Als sich 1991 die Landwirtschaftliche Produktionsgenossenschaft auflöste, suchte die Gemeinde nach einer Wiederverwendung der durch Gülle verschmutzten Altlast. Nach der Ausbaggerung des Teiches und der Entfernung von über 1000 Tonnen Beton begann mit Fördermitteln der Gemeinde, des Landes, der Bundesrepublik Deutschland und der Europäischen Union die Rekonstruktion in ihrer äußerlich ursprünglichen Gestalt. 

## Beschaffenheit
Die Grundmauern wurden aus behauenen Feldsteinen errichtet. Darauf kam ein Aufbau aus Backstein. Die Abmessungen des Grundrisses der Scheune betragen 125 × 34 m.

## Nutzung

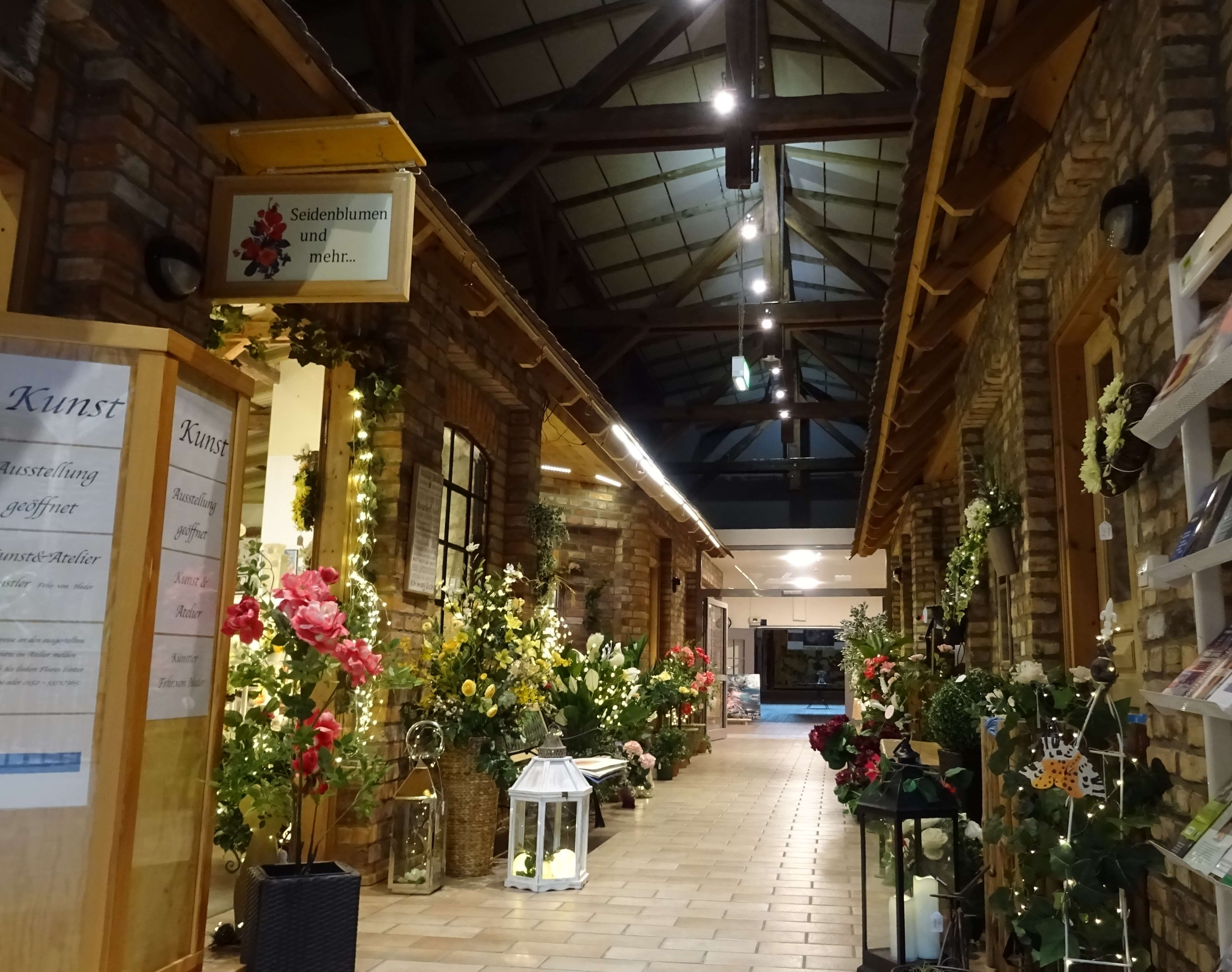
Ladenzeile im Inneren (2019)

Im Inneren befinden sich Ladenzeilen, Büros, Veranstaltungsflächen und ein Hotel "Scheunen Domizil" mit Restauration. Die Scheune hat sich inzwischen zu einem kulturellen Anziehungspunkt der Region entwickelt. Dort finden unter anderem auch überregional beachtete Märkte, Konzerte und Theateraufführungen statt. Regionalen Künsterinnen und Künstlern wird auf der Tenne eine Ausstellungsmöglichkeit geboten. In der Scheune bedinden sich viele Räume für die Vermietung für Firmenveranstaltungen und privaten Feiern, wie Hochzeiten. 